# Steven Rupprich
Steven Rupprich (* 15. April 1989 in Berlin) ist ein ehemaliger deutscher Eishockeyspieler, der zuletzt für die Dresdner Eislöwen in der DEL2 aktiv war. In seiner Karriere spielte er auch für die Iserlohn Roosters und Nürnberg Ice Tigers aus der Deutschen Eishockey Liga (DEL). Er ist mit 361 absolvierten Partien Rekordspieler der Dresdner Eislöwen.

## Karriere
Der gebürtige Berliner Steven Rupprich begann 1995 beim heimischen Eishockeyclub Eisbären Berlin mit dem Pucksport. Für das Nachwuchsteam Eisbären Juniors Berlin ging er ab der Saison 2004/05 in der Deutschen Nachwuchsliga (DNL) aufs Eis. In den drei Spielzeiten erwies sich der Center als guter Torschütze und Vorbereiter und war zudem Kapitän seiner Mannschaft. Ab der Saison 2005/06 spielte der Linksschütze zudem in der Oberliga für die Juniors.

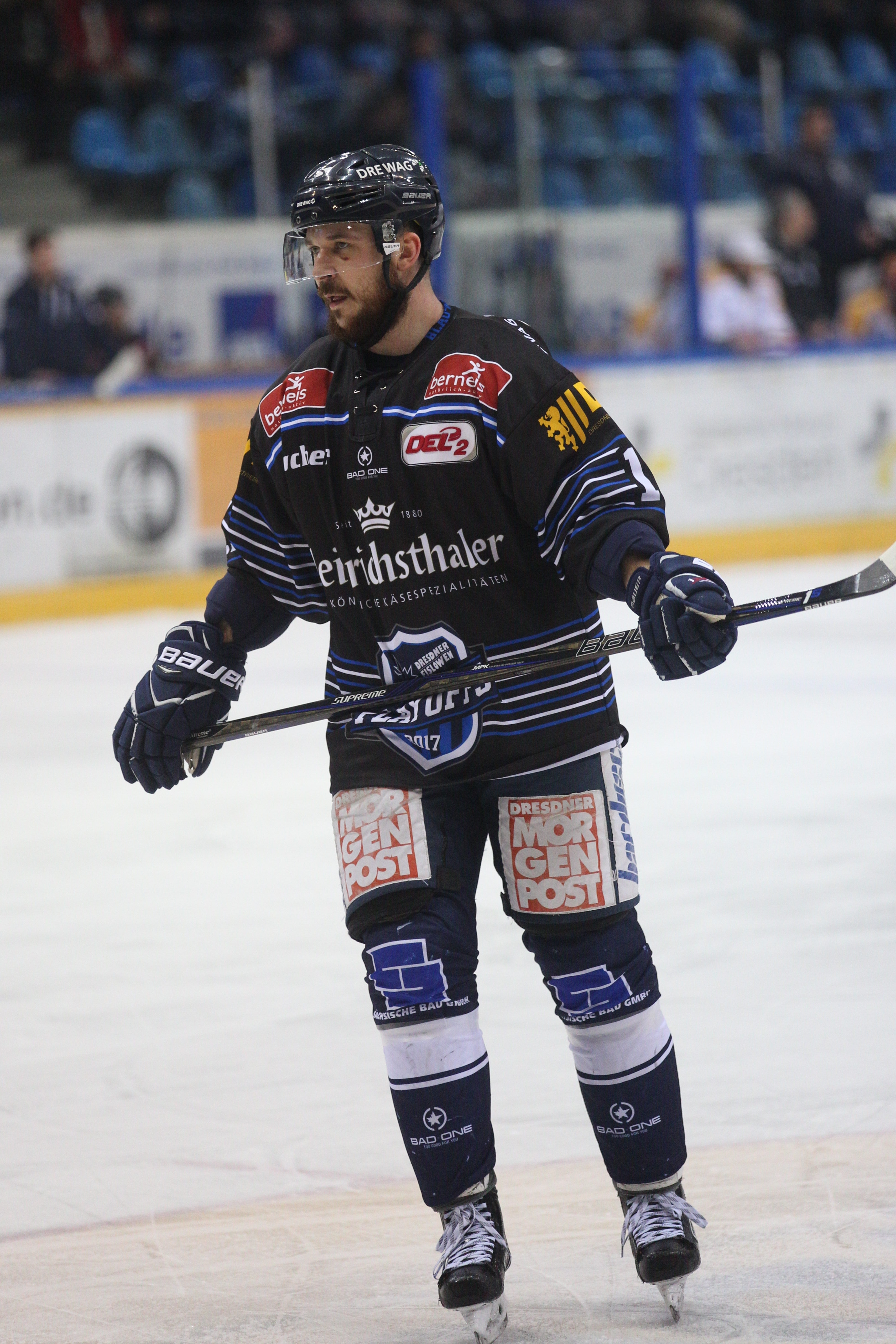
Rupprich im Trikot der Dresdner Eislöwen (2017)

Nach der Spielzeit 2007/08 wechselte Steven Rupprich zu den Iserlohn Roosters in die Deutsche Eishockey Liga (DEL), bei denen er einen Dreijahresvertrag unterzeichnete. In seinem ersten Jahr erzielte er ein Tor und einen Assist. Auch in seinem zweiten Jahr war er für die vierte Reihe eingeplant. Am fünften Spieltag kassierte Rupprich seine erste Spieldauerdisziplinarstrafe in der DEL, nachdem er im Vorjahr auf insgesamt nur vier Strafminuten kam. Zusätzlich erzielte er zwei Tore. Insgesamt spielte er vier Spielzeiten für den DEL-Verein aus dem Sauerland und erreichte in 203 Spielen insgesamt 19 Punkte (9 Tore, 10 Vorlagen).
Zur Saison 2012/13 wechselte Rupprich zum Ligakonkurrenten Thomas Sabo Ice Tigers aus Nürnberg, bei denen er einen Zweijahresvertrag unterschrieb. Die Ice Tigers hatten nach der enttäuschenden Saison 2011/12 fast den gesamten Kader ausgetauscht und mit Jeff Tomlinson einen neuen Trainer verpflichtet, welchen Rupprich schon aus seiner Zeit bei den Eisbären Juniors kannte. Zusammen mit Patrick Buzás und Yasin Ehliz sollte Rupprich hier eine Angriffsreihe der sogenannten „jungen Wilden“ bilden. Insgesamt stand er in den zwei Spielzeiten für Nürnberg bei 101 DEL-Spielen auf dem Eis und konnte dabei 16 Punkte (6 Tore, 10 Assists) erzielen.
Im Sommer 2014 nahm er am Training der Dresdner Eislöwen aus der DEL2 teil und absolvierte dabei auch die Vorbereitungsspiele des Klubs. Anfang September des gleichen Jahres erhielt er einen Vertrag über drei Monate bei den Eislöwen. In diesen 15 Spielen (3 Tore) schätze Eislöwentrainer Thomas Popiesch insbesondere seine körperliche Präsenz und defensiven Qualitäten und so wurde sein Vertrag bis zum Saisonende verlängert. Insgesamt konnte er in 55 Ligaspielen 15 Punkte (9 Tore, 6 Assists) erzielen, wobei insbesondere seine Leistung in den Play-offs überzeugte, so dass der Hardrock-Fan auch in der Saison 2015/16 für Dresden spielte. In den folgenden Jahren erhielt er jeweils Vertragsverlängerungen, ehe er sich im März 2021 an der Schulter verletzte und im Juni des gleichen Jahres seine Karriere beenden musste.

### International
Rupprich durchlief verschiedene Junioren-Nationalmannschaften des Deutschen Eishockey-Bundes und führte sie auch als Kapitän zu den jeweiligen Weltmeisterschaften. Zuletzt nahm er an der Eishockey-Weltmeisterschaft der Junioren 2009 teil.

## Karrierestatistik

### International
Vertrat Deutschland bei:
- World U-17 Hockey Challenge 2006
- World Junior A Challenge 2006
- U18-Junioren-Weltmeisterschaft 2007
- World Junior A Challenge 2007
- World Junior A Challenge 2008
- U20-Junioren-Weltmeisterschaft 2009

(Legende zur Spielerstatistik: Sp oder GP = absolvierte Spiele; T oder G = erzielte Tore; V oder A = erzielte Assists; Pkt oder Pts = erzielte Scorerpunkte; SM oder PIM = erhaltene Strafminuten; +/− = Plus/Minus-Bilanz; PP = erzielte Überzahltore; SH = erzielte Unterzahltore; GW = erzielte Siegtore; 1 Play-downs/Relegation; Kursiv: Statistik nicht vollständig)